# Ricse
Ricse é uma vila da Hungria, situada no condado de Borsod-Abaúj-Zemplén. Tem 24,75 km² de área e sua população em 2019 foi estimada em 1.769 habitantes.